# Serbische Fortschrittspartei
Die Serbische Fortschrittspartei (serbisch Српска напредна странка Srpska napredna stranka, SNS) ist eine politische Partei in Serbien, die dem souveränistischen, rechtskonservativen und rechtsnationalistischen Spektrum zuzuordnen ist. Mit ihrem Namen knüpft sie an eine um die Jahrhundertwende zum 20. Jahrhundert im Königreich Serbien bestehende gleichnamige Partei an. Anfangs kooperierte die Serbische Fortschrittspartei international mit rechtspopulistischen und EU-kritischen Kräften. Inzwischen ist die SNS in der parlamentarischen Versammlung des Europarates allerdings der Fraktion der EVP beigetreten, ist assoziiertes EVP-Mitglied sowie Mitglied der Internationalen Demokratischen Union (IDU) und verfolgt einen deutlichen pro-europäischen Kurs.

## Geschichte
Gegründet wurde die Partei von Tomislav Nikolić, ehemaliger Vizepräsident der Serbischen Radikalen Partei (SRS).  Nachdem es zu innerparteilichem Streit um die Haltung der Fraktion zum Assoziierungsabkommen Serbiens mit der Europäischen Union kam, wobei Nikolić im Parlament für dieses stimmte, während der vom ICTY angeklagte  Parteivorsitzende Vojislav Šešelj es strikt ablehnte, trat Nikolić im September 2008 vom Fraktions- und Vizeparteivorsitz zurück und begründete eine neue Fraktion unter dem Namen Napred Srbijo („Vorwärts Serbien“). Ihm folgten im Laufe der Zeit einige andere Abgeordnete der SRS. Es kam zum Streit mit der SRS, da diese den Abtrünnigen die Mandate entziehen wollte, was diese jedoch ablehnten, da sie die Mandate an die Person und nicht an die Partei gebunden sahen. Am 12. September 2008 wurden Nikolić und 17 weitere führende Parteimitglieder aus der SRS ausgeschlossen. Am 10. Oktober 2008 wurde die neue Partei Serbische Fortschrittspartei amtlich registriert.
Bei den Parlamentswahlen am 6. Mai 2012 wurde die Liste um die SNS knapp vor der DS stärkste Kraft, während die SRS den erneuten Einzug ins Parlament verfehlte. Seit dem 20. Mai 2012 stellte die SNS mit Tomislav Nikolić den Präsidenten Serbiens. Nach seiner Wahl zum Präsidenten trat Tomislav Nikolić als Parteivorsitzender zurück. Nachfolger wurde sein bisheriger Stellvertreter Aleksandar Vučić. Seit dem 27. Juli 2012 war die SNS Teil einer Koalitionsregierung mit Ivica Dačić (SPS) als Ministerpräsidenten und Aleksandar Vučić als stellvertretenden Ministerpräsidenten. Im April 2014 wurde Vučić selbst zum Ministerpräsidenten gewählt.
Dačić und später auch Vučić führten im Winter/Frühjahr 2012/2013 die von der EU-Außenbeauftragten Catherine Ashton organisierten Verhandlungen mit der kosovarischen Regierung über eine Normalisierung der Beziehung Serbiens zum Kosovo. Diese mündeten in einen im April 2013 paraphierten Vertrag über die Rechte der Serben im Nordkosovo. Die SNS unterstützte im serbischen Parlament am 26. April 2013 ausdrücklich die Ergebnisse der Verhandlungen, während die SRS den Vertrag als Verrat bezeichnete.
Bei der vorgezogenen Parlamentswahl am 24. April 2016 gewann die SNS die absolute Mehrheit in der Serbischen Nationalversammlung.
Nach den Präsidentschaftswahlen 2017 wechselte Aleksandar Vučić vom Amt des Ministerpräsidenten in jenes des Staatspräsidenten und löste dort seinen Parteifreund Nikolić ab.
Bei der verschobenen Parlamentswahl am 21. Juni 2020  gewann die SNS erneut die absolute Mehrheit in der Serbischen Nationalversammlung. Die Wahl wurde von den meisten Oppositionsparteien allerdings boykottiert; die Wahlbeteiligung lag unter 50 Prozent.
Bei der Parlamentswahl in Serbien 2023 gewann die Partei erneut die absolute Mehrheit. Das Ergebnis wird allerdings von der Opposition angezweifelt.